# اونگه، موره
شهر اونگه (به رومانیایی: Ungheni, Mureş) در شهرستان موره در کشور رومانی واقع شده‌است. جمعیت این شهر ۶٬۵۵۴ نفر  است.